# La próxima víctima
La próxima víctima (A Próxima Vítima) es una telenovela brasileña producida y transmitida por TV Globo, con doscientos tres episodios. Es considerada como una de las mejores producciones brasileñas realizadas y, junto con la telenovela Vale todo, una de las de mayor audiencia.[cita requerida]
Fue escrita por Silvio de Abreu, con la colaboración de Alcides Nogueira y Maria Adelaide Amaral, dirigida por Jorge Fernando, Rogério Gomes y Marcelo Travesso.
Protagonizada por Susana Vieira, Tony Ramos, José Wilker y Natália do Vale, y teniendo como antagonistas a Cláudia Ohana, Alexandre Borges y la primera actriz Aracy Balabanian. Y la misteriosa figura del asesino (interpretado por Cecil Thiré), el cual mantiene en vilo al espectador de principio a fin. Con la participación especial de la primera actriz Tereza Rachel y los primeros actores Gianfrancesco Guarnieri y Lima Duarte. 
Fue tal el éxito de esta telenovela que, incluso, se organizaron concursos y apuestas para determinar quién sería el próximo asesinado y quién era el asesino.

## Trama
La historia empieza una tarde de 1994, cuando el empresario Paulo Soares recibe una misteriosa llamada que lo hace salir urgentemente. Intentando tomar un taxi, es atropellado brutalmente y muerto en el acto.
Poco después se remonta al año siguiente, donde se muestran dos entornos: una quinta en las favelas brasileñas, donde viven las familias Carvalho y Mestieri; y otro círculo que pertenece a la acaudalada familia Ferreto. Aparentemente no hay conexión entre ambos círculos. Sin embargo, un secreto mortal los tiene más cerca de lo que ellos creen.
Ana Carvalho es una mujer trabajadora y que administra una pizzería. Vive con sus tres hijos Julio, Sandro y Karina; fruto de su relación con Marcelo Rossi; un exitoso hombre de negocios que vive un infierno al lado de su asfixiante esposa, Franchesca Ferreto; la cual nunca le pudo dar hijos. Sin embargo, Marcelo sigue con ella por una sola finalidad: asumir el mando absoluto del Frigorífico Ferreto.
Juca es un verdulero que trabaja en el mercado y tiene dos hijos: Tonico y Yara. Vive con sus tíos y es un hombre conservador, algo impetuoso y testarudo. Ha vivido eternamente enamorado de Ana, desde que la conoció; pero nunca tuvo el valor de poder hablarle abiertamente de su amor, ya que ella sólo tenía ojos para Marcelo. Sin embargo, a su vida llegarán dos cosas. Por un lado, una bella mujer fina y culta llamada Helena Ribeiro, quien podría hacerle olvidar a Ana... Y por otra parte, el regreso de su padre, el camionero José Galleta, quien oculta un oscuro secreto.
En casa de los Ferreto vive Filomena, matriarca de la familia y jefa del Frigorífico. Una mujer fría y cruel, que manipula a su esposo Eliseo de acuerdo a sus designios. Es hermana de Franchesca, Romana y Carmela. Esta última, a diferencia de ellas, es una mujer sin carácter y manipulable, quien fue abandonada por su marido Adalberto, con quien tuvo una hija: Isabella, muy hermosa y sensual, pero de alma podrida y quien está obsesionada con Marcelo y decidida a cometer las peores bajezas con tal de obtener lo que quiere.
La muerte de Paulo Soares, al ser del conocimiento público, despierta en cada una de estas familias, un miedo inexplicable y una amenaza constante en forma de un misterioso asesino que, de acuerdo al Horóscopo Chino, irá asesinando a cada uno de los elegidos. Un situación en la que nadie podrá confiar en nadie y en donde todo el mundo es sospechoso.

## Zodíaco chino
De acuerdo a la telenovela, el asesino utiliza una lista fatal, en función al Zodíaco chino. Estos son los personajes sentenciados de acuerdo a la lista:
- Hélio Ribeiro (tigre)
- Jùlia Braga (serpiente)
- Leontina Mestieri (jabalí)
- Paulo Soares (caballo)
- Josías da Silva (perro)
- Ivette Bezerra (cabra)
- Klèber Noronha (dragón)

## Reparto
- José Wilker es Marcelo Rossi
- Susana Vieira es Ana Carvalho
- Tony Ramos es José Carlos Mestieri (Juca)
- Cláudia Ohana es Isabela Ferreto Vasconcelos
- Aracy Balabanian es Filomena Ferreto
- Gianfrancesco Guarnieri es Eliseo Giardini
- Natália do Vale es Helena Braga Ribeiro
- Otávio Augusto es Ulisses Carvalho
- Vivianne Pasmanter es Irene Braga Ribeiro
- Yoná Magalhães es Carmela Ferreto Vasconcelos
- Cecil Thiré es Adalberto Vasconcelos  (el asesino)
- Lima Duarte es José Mestieri (José Galleta)
- Marcos Frota es Diego Bueno
- Glória Menezes es Júlia Braga
- Paulo Betti es Olavo de Melo
- Rosamaria Murtinho es Romana Ferreto
- Alexandre Borges es Bruno
- Vera Holtz es Quiteria Quarta-Feira
- Nicette Bruno es Nina Mestieri
- Flávio Migliaccio es Vitório Mestieri (Vito)
- Antônio Pitanga es Kléber Noronha
- Zezé Motta es Fátima Noronha
- André Gonçalves es Sandro Carvalho Rossi
- Mila Moreira es Carla
- Norton Nascimento es Sidney Noronha
- Vera Giménez es Andréa Barcelos
- Patrícia Travassos es Solange Lopes
- Vitor Branco es Alfredo
- Selton Mello es Antônio Carlos Mestieri (Tonico)
- Deborah Secco es Carina Carvalho Rossi
- Georgiana Góes es Iara Mestieri
- Camila Pitanga es Patrícia Noronha
- Pedro Vasconcelos es Lucas Braga Ribeiro
- Isabel Fillardis es Rosângela Morales
- Washington González es Eduardo da Silva (Duda Loco)
- Roberto Bataglin es Cláudio Ramos
- Eduardo Felipe es Júlio Carvalho Rossi
- Patrick de Oliveira es Arizinho
- Nizo Neto es Marco
- Lugui Palhares es Adriano Raposo do Amaral
- Lui Mendes es Jefferson Noronha
- Andréa Avancini es Teca
- Liana Duval es Ivete Bezerra
- José Augusto Branco es Josias da Silva
- Lídia Mattos es Diva
- Maria Helena Dias es Leontina Mestieri
- Tereza Rachel es Francesca Ferreto Rossi
- Francisco Cuoco es Hélio Ribeiro
- Antônio Fagundes es Astrogildo
- Carlos Eduardo Dolabella es Giggio de Angelis
- Reginaldo Faria es Paulo Soares/Arnaldo Roncalho

- Datos: Q4322414